# Marie Brema
Marie Brema   (Liverpool, 28 de febrer de 1856 - Manchester, 22 de març de 1925) fou una cantant d'òpera, contralt i mezzosoprano dramàtica anglesa.
Realitzà seriosos estudis de cant sota la direcció de Henschel. El 1894, i per virtut de l'anomenada ja assolida en els teatres d'òpera alemanys i anglesos, fou especialment contractada per Cosima Wagner per a desenvolupar el paper d'Ortrud al Lohengrin i la Kundry, del Parsifal. Formà part de la companyia Damsrochs, actuant després durant les temporades de 1896 i 1897 en el teatre de Bayreuth.
Dotada d'una potent i bella veu de contralt, arribà a ser una de les cantants predilectes dels públics alemanys, francesos i anglesos. Les òperes en què assolia els seus grans èxits foren les wagnerianes. També triomfà amb Orfeu, Samson et Dalila i Aida.
En retirar-se de l'escena i fins a la seva mort dirigí una classe d'òpera en el Royal College of Music de Manchester, ciutat en què va morir. A més de la seva faceta interpretativa, Brema també va destinar part de la seva activitat musical a la Society of Women Musicians, essent-ne la presidenta l'any 1917.